# Staffan Björck
Thor Erland Staffan Björck, född 5 augusti 1915 i Stockholm, död 27 juni 1995, var en svensk litteraturvetare och professor. 

## Biografi
Staffan Björck växte upp i domprostgården i Kalmar som son till kontraktsprosten och hovpredikanten Erland Björck. Hans mor Maj Lagerheim hade licentiatexamen i nordiska språk i Uppsala och hans äldre bror var Gudmund Björck. 
I Lund kom Björcks lärare Olle Holmberg att inverka avgörande på hans studieinriktning och han började sin bana med litterära studier kring Stagnelius – som också växt upp i Kalmar. Han disputerade 1947 med en doktorsavhandling om Verner von Heidenstam, som av Henrik Schück betecknades som "den bästa avhandling jag någonsin läst".[källa behövs] Han var docent vid Lunds universitet 1946-1954, professor 1955–1959 vid Göteborgs universitet och 1959–1981 vid Lunds universitet.
Att Björck med tiden kom att betraktas som en nydanare hängde främst samman med verket Romanens formvärld (1953), som kom att förändra den svenska romanforskningen.[källa behövs] Björck riktade i den uppmärksamhet mot romanverkets formella grepp och strukturer i stället för att bara undersöka dessa uppkomst, och introducerade därmed narratologin i Sverige.[källa behövs]  Björck blev också flitigt läst som lyriktolkare och hans Lyriska läsövningar (1961) ansågs mönsterbildande.[källa behövs] Som medarbetare i Sveriges radio, Upsala Nya Tidning, Lunds Dagblad, Arbetet och särskilt som ledande kritiker i Dagens Nyheter blev Björck känd för en bredare allmänhet och beundrad för sin lätt lekfulla och lysande essäkonst. För den svenska bibelöversättningen 2000 deltog han som stilexpert.[källa behövs]
Björck invaldes som ledamot av Humanistiska Vetenskapssamfundet i Lund 1954 och av Vitterhetsakademien 1964.
Björck ligger begravd på Norra kyrkogården i Lund.

## Bibliografi

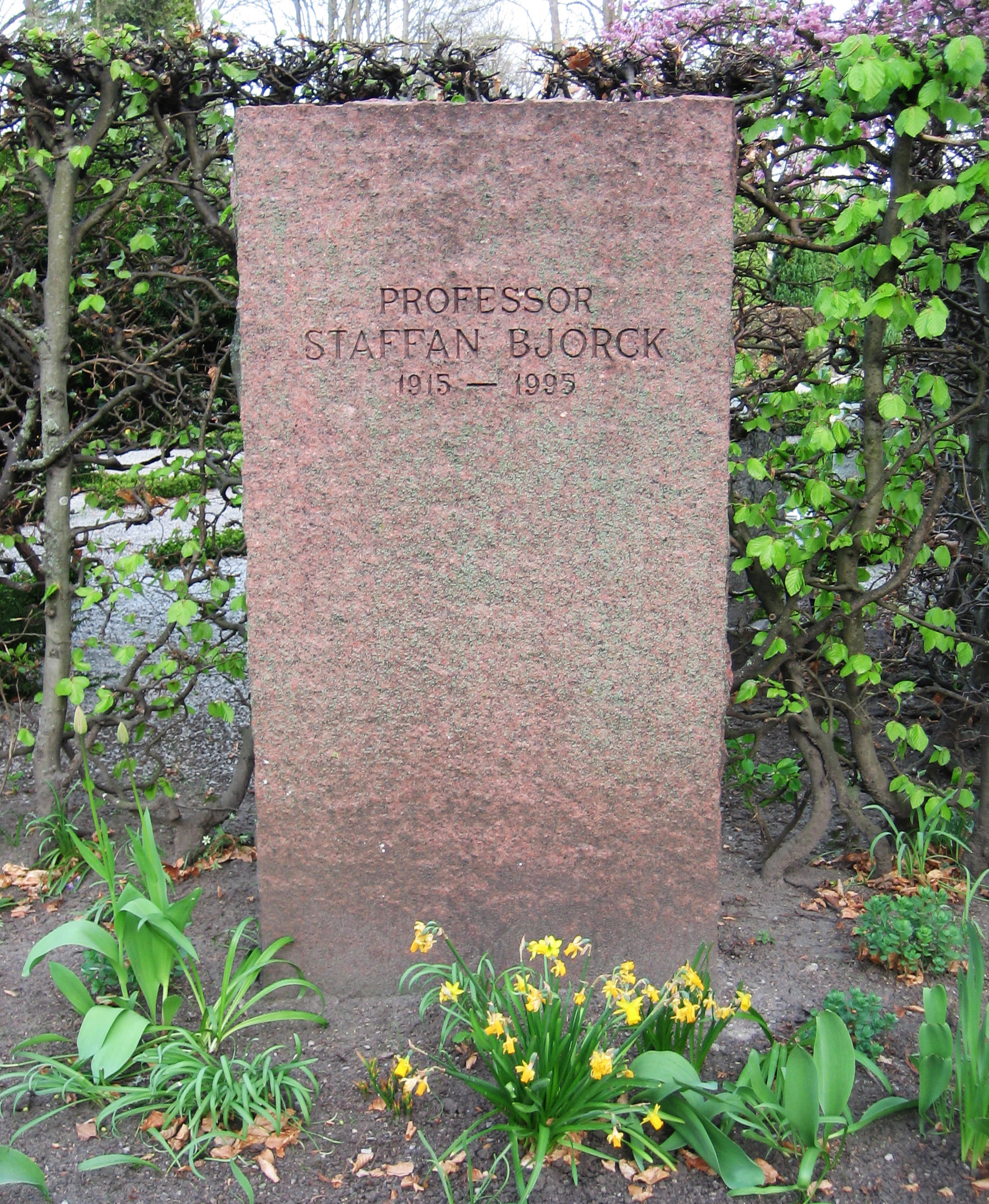
Staffan Björcks grav på Norra kyrkogården i Lund.

## Priser och utmärkelser
- 1952 – Övralidspriset
- 1954 – Warburgska priset
- 1956 – Boklotteriets stipendiat
- 1970 – Schückska priset
- 1984 – Schückska priset
- 1993 – Samfundet De Nios Särskilda pris